# Sentidos (álbum)
Sentidos es el cuarto álbum de estudio de Abel Pintos publicado y distribuido en 2004 por el sello discográfico BMG ARIOLA ARGENTINA S.A.. En este disco, Abel es el autor de once de las trece canciones que componen el disco, seis de ellas solo, tres compartidas con su hermano Ariel Pintos, una de ellas compartida con la correntina Teresa Parodi, y la canción: "Bella Flor" compuesta junto a Eduardo Vaillant. 
Luego hay una chacarera: "La filosófica", del creador de la "sachaguitarra", el santiagueño Elpidio Herrera y por último también hay una canción de Victor Heredia: "Bailando con tu sombra (Alelí)", que fue el tema ganador de la edición del 2004 del Festival Internacional de la Canción de Viña del Mar, en Chile, que fue interpretado en ese festival por Abel Pintos.
Todos los arreglos de las canciones fueron realizados por Obi Homer y la producción artística fue de Hugo Casas.

## Lista de canciones
| N.º | Título                           | Escritor(es)                   | Duración |  |
| 1.  | «Tu voz»                         | Abel Pintos y Ariel Pintos     | 3:32     |  |
| 2.  | «Sueño dorado»                   | Abel Pintos y Ariel Pintos     | 4:46     |  |
| 3.  | «Filosofía viajera»              | Abel Pintos                    | 2:29     |  |
| 4.  | «Soledad»                        | Abel Pintos                    | 3:54     |  |
| 5.  | «El río va»                      | Abel Pintos y Teresa Parodi    | 3:13     |  |
| 6.  | «Quisiera»                       | Abel Pintos                    | 2:44     |  |
| 7.  | «Bella flor»                     | Abel Pintos y Eduardo Vaillant | 3:34     |  |
| 8.  | «El sabor del mar»               | Abel Pintos                    | 3:43     |  |
| 9.  | «Un soplo de vida»               | Abel Pintos                    | 3:04     |  |
| 10. | «La filosófica»                  | Elpidio Herrera                | 2:42     |  |
| 11. | «Canción que acuna»              | Abel Pintos y Ariel Pintos     | 4:07     |  |
| 12. | «Cerca del mar»                  | Abel Pintos                    | 2:17     |  |
| 13. | «Bailando con tu sombra (Alelí)» | Víctor Heredia                 | 4:05     |  |